# فولکه سندستروم
فولکه سندستروم (انگلیسی: Folke Sandström؛ ۲۷ سپتامبر ۱۸۹۲ – ۱۸ اوت ۱۹۶۲ (aged 69)) ورزشکار اهل سوئد بود.
وی در مسابقات کشوری و بین‌المللی در مجموع برندهٔ ۱ مدال برنز شده‌است.